# Sveta Nedjelja, Hvar
Sveta Nedjelja je naselje na Hrvaškem otoku Hvar, ki upravno spada pod mesto Hvar; le-ta pa spada pod Splitsko-dalmatinsko županijo.

## Geografija
Sveta Nedelja leži na obali pod južnim strmim pobočjem 628 mnm
visokega vrha Sv. Nikole, jugovzhodno od mesta Hvara. Naselje je z lokalno cesto povezano preko Pitev z Jelso.
Na obali stoji manjše pristanišče, ki pa je izpostavljeno maestralu. Ob betonskem pomolu doseže morje globino 8 - 11 metrov. Tu lahko pristajajo tudi večje jahte. V naselju je tudi avtokamp.

## Gospodarstvo
Glavna gospodarska dejavnost prebivalcev je turizem, vinogradništvo in ribolov. V okolici so vinogradi, kjer prideljujejo najboljša hvarska vina, med katerimi je posebno znan "Plavac".

## Zgodovina
V naselju stoji župnijska cerkev sv. Spiridona s slikami Sv. Jerolima u pustinji (delo italijanskega slikarja Baldassara d'Anne), Madona sa djetetom i sv. Augustinom (Beneška šola 16. do 18. stol.) in Raspeče (Juraj Plančić, 1924). Nad naseljem stoji cerkev Gospa od Zdravlja, v njeni bližini pa jama Spilja Sv. Nedije z najdenemi predmeti iz neolitika. Avguštincem je jama do leta 1796  služila kot puščavniška naselbina. V naselju so ostanki zapuščenega avguštinskega samostana, postavljenega v 15. stoletju, ki je deloval do leta 1787, od katerega je ostala samo cerkvica.

## Demografija
| Pregled števila prebivalcev po letih | Pregled števila prebivalcev po letih | Pregled števila prebivalcev po letih | Pregled števila prebivalcev po letih | Pregled števila prebivalcev po letih | Pregled števila prebivalcev po letih | Pregled števila prebivalcev po letih | Pregled števila prebivalcev po letih | Pregled števila prebivalcev po letih | Pregled števila prebivalcev po letih | Pregled števila prebivalcev po letih | Pregled števila prebivalcev po letih | Pregled števila prebivalcev po letih | Pregled števila prebivalcev po letih | Pregled števila prebivalcev po letih |
| ------------------------------------ | ------------------------------------ | ------------------------------------ | ------------------------------------ | ------------------------------------ | ------------------------------------ | ------------------------------------ | ------------------------------------ | ------------------------------------ | ------------------------------------ | ------------------------------------ | ------------------------------------ | ------------------------------------ | ------------------------------------ | ------------------------------------ |
| 1857                                 | 1869                                 | 1880                                 | 1890                                 | 1900                                 | 1910                                 | 1921                                 | 1931                                 | 1948                                 | 1953                                 | 1961                                 | 1971                                 | 1981                                 | 1991                                 | 2001                                 |
| 180                                  | 0                                    | 221                                  | 267                                  | 284                                  | 221                                  | 221                                  | 232                                  | 245                                  | 242                                  | 226                                  | 178                                  | 146                                  | 141                                  | 148                                  |